# Lịch sử hành chính Bắc Kạn
Bắc Kạn là một tỉnh cũ thuộc vùng trung du và miền núi phía Bắc. Phía bắc giáp tỉnh Cao Bằng, phía nam giáp tỉnh Thái Nguyên, phía đông giáp tỉnh Lạng Sơn và phía tây giáp tỉnh Tuyên Quang.

## Trước năm 1945
Văn Lang: Thuộc bộ Vũ Định
Thời Lý: Châu Thượng Nguyên
Thời Lê: phủ Thông Hoá gồm huyện Cảm Hoá và châu Bạch Thông, thuộc thừa tuyên Thái Nguyên (Ninh Sóc)
Thời Pháp thuộc: thuộc tỉnh Thái Nguyên, gồm phủ Thông Hoá và châu Bạch Thông
Năm 1900: Thành lập tỉnh "Bac Kan", tách ra từ tỉnh Thái Nguyên, gồm các châu: Bạch Thông, Chợ Rã, Cảm Hoá, Thông Hoá

## Sau năm 1945
Sau năm 1945, bỏ cấp phủ, gọi chung là huyện. Tổ chức hành chính trên địa bàn gồm thị xã Bắc Kạn và 5 huyện: Bạch Thông, Chợ Đồn, Chợ Rã, Na Rì, Ngân Sơn.
Năm 1965, hợp nhất tỉnh Bắc Kạn và tỉnh Thái Nguyên thành một tỉnh lấy tên là tỉnh Bắc Thái.
Năm 1967, điều chỉnh địa giới huyện Phú Lương (Thái Nguyên) và huyện Bạch Thông.. Cùng năm, sáp nhập thị xã Bắc Kạn vào huyện Bạch Thông và chuyển thành thị trấn Bắc Kạn.
Năm 1978, hợp nhất một số xã thuộc huyện Ngân Sơn. Cùng năm, 2 huyện Ngân Sơn và Chợ Rã được sáp nhập vào tỉnh Cao Bằng (từ năm 1984, huyện Chợ Rã đổi tên thành huyện Ba Bể).
Năm 1980, hợp nhất một số xã thuộc huyện Bạch Thông: sáp nhập xã Phương Linh và thị trấn Phủ Thông, lấy tên là xã Phương Thông.
Năm 1985, thành lập thị trấn huyện lị thuộc các huyện Chợ Đồn và Na Rì.
- Thành lập thị trấn Bằng Lũng (Chợ Đồn) trên cơ sở một phần xã Ngọc Phái.
- Thành lập thị trấn Yến Lạc (Na Rì) trên cơ sở một phần xã Lương Hạ.

Năm 1990, tái lập thị xã Bắc Kạn. Cùng năm, chia tách một số xã thuộc huyện Bạch Thông.
Năm 1996, tỉnh Bắc Kạn được tái lập; chuyển 2 huyện Ngân Sơn và Ba Bể của tỉnh Cao Bằng về tỉnh Bắc Kạn quản lý; chuyển thị trấn Chợ Mới và 9 xã: Bình Văn, Như Cố, Nông Hạ, Nông Thịnh, Quảng Chu, Thanh Bình, Yên Cư, Yên Đĩnh, Yên Hân thuộc huyện Phú Lương của tỉnh Thái Nguyên về huyện Bạch Thông quản lý. Tỉnh Bắc Kạn có 6 đơn vị hành chính gồm thị xã Bắc Kạn và 5 huyện: Ba Bể, Bạch Thông, Chợ Đồn, Na Rì, Ngân Sơn.
Năm 1997, điều chỉnh địa giới thị xã Bắc Kạn và huyện Bạch Thông; thành lập phường Nguyễn Thị Minh Khai thuộc thị xã Bắc Kạn.
- Sáp nhập các xã Huyền Tụng, Dương Quan, Nông Thượng, Xuất Hóa và thị trấn Minh Khai của huyện Bạch Thông vào thị xã Bắc Kạn.
- Thành lập phường Nguyễn Thị Minh Khai trên cơ sở toàn bộ thị trấn Minh Khai.

Năm 1998, thành lập huyện Chợ Mới. Huyện Chợ Mới tách từ huyện Bạch Thông gồm 16 đơn vị hành chính: Yên Cư, Yên Hân, Bình Văn, Như Cố, Quảng Chu, Nông Hạ, Nông Thịnh, Yên Đĩnh, Thanh Bình, Tân Sơn, Hòa Mục, Cao Kỳ, Thanh Mai, Thanh Vận, Mai Lạp và thị trấn Chợ Mới.
Năm 2003, thành lập huyện Pác Nặm. Huyện Pác Nặm tách từ huyện Ba Bể gồm 10 đơn vị hành chính: Công Bằng, Giáo Hiệu, Nhạn Môn, Bằng Thành, Bộc Bố, Cổ Linh, Xuân La, An Thắng, Cao Tân, Nghiên Loan.
Năm 2015, thành lập các phường Xuất Hóa và Huyền Tụng thuộc thị xã Bắc Kạn và thành lập thành phố Bắc Kạn.
- Thành lập phường Xuất Hóa trên cơ sở toàn bộ xã Xuất Hóa. Phường Xuất Hóa có 4.804,9 ha diện tích tự nhiên và 3.461 nhân khẩu.
- Thành lập phường Huyền Tụng trên cơ sở toàn bộ xã Huyền Tụng. Phường Huyền Tụng có 2.735,6 ha diện tích tự nhiên và 4.769 nhân khẩu.
- Thành lập thành phố Bắc Kạn trên cơ sở toàn bộ thị xã Bắc Kạn. Thành phố Bắc Kạn, có 13.688 ha diện tích tự nhiên, 56.818 nhân khẩu và 08 đơn vị hành chính cấp xã, gồm 6 phường và 2 xã.

Năm 2020, sắp xếp đơn vị hành chính cấp xã thuộc tất cả các đơn vị hành chính của tỉnh Bắc Kạn (trừ thành phố Bắc Kạn và huyện Pác Nặm).
- Sắp xếp các đơn vị hành chính cấp xã thuộc huyện Ngân Sơn:

- Thành lập xã Hiệp Lực trên cơ sở toàn bộ xã Hương Nê và xã Lãng Ngâm. Xã Hiệp Lực có 51,86 km² diện tích tự nhiên và quy mô dân số 4.088 người.
- Sau khi sắp xếp, huyện Ngân Sơn có 10 đơn vị hành chính cấp xã, gồm 09 xã và 01 thị trấn.
- Sắp xếp các đơn vị hành chính cấp xã thuộc huyện Na Rì:

- Thành lập xã Văn Lang trên cơ sở toàn bộ xã Ân Tình và xã Lạng San. Xã Văn Lang có 57,20 km² diện tích tự nhiên và quy mô dân số 2.905 người.
- Thành lập xã Trần Phú trên cơ sở toàn bộ xã Hảo Nghĩa và xã Hữu Thác. Xã Trần Phú có 47,01 km2 diện tích tự nhiên và quy mô dân số 2.987 người.
- Thành lập xã Sơn Thành trên cơ sở toàn bộ xã Lam Sơn và xã Lương Thành. Xã Sơn Thành có 40,36 km² diện tích tự nhiên và quy mô dân số 3.130 người.
- Sáp nhập một phần xã Lương Hạ vào thị trấn Yến Lạc. Thị trấn Yến Lạc có 17,65 km² diện tích tự nhiên và quy mô dân số 5.280 người.
- Sáp nhập một phần xã Văn Học, phần còn lại của xã Lương Hạ vào xã Cường Lợi. Xã Cường Lợi có 26,99 km² diện tích tự nhiên và quy mô dân số 2.320 người.
- Thành lập xã Văn Vũ trên cơ sở toàn bộ xã Vũ Loan và phần còn lại xã Văn Học. Xã Văn Vũ có 90,19 km² diện tích tự nhiên và quy mô dân số 2.680 người.
- Sau khi sắp xếp, huyện Na Rì có 17 đơn vị hành chính cấp xã, gồm 16 xã và 01 thị trấn.
- Sắp xếp các đơn vị hành chính cấp xã thuộc huyện Bạch Thông:

- Thành lập xã Quân Hà trên cơ sở toàn bộ xã Quân Bình và xã Hà Vị. Xã Quân Hà có 20,13 km² diện tích tự nhiên và quy mô dân số 3.843 người.
- Sáp nhập toàn bộ xã Phương Linh vào thị trấn Phủ Thông. Thị trấn Phủ Thông có 21,97 km² diện tích tự nhiên và quy mô dân số 3.679 người.
- Thành lập xã Tân Tú trên cơ sở toàn bộ xã Tân Tiến và xã Tú Trĩ. Xã Tân Tú có 26,20 km² diện tích tự nhiên và quy mô dân số 3.514 người.
- Sau khi sắp xếp, huyện Bạch Thông có 14 đơn vị hành chính cấp xã, gồm 13 xã và 01 thị trấn.
- Sắp xếp các đơn vị hành chính cấp xã thuộc huyện Chợ Đồn:

- Thành lập xã Đồng Thắng trên cơ sở toàn bộ xã Đông Viên và Rã Bản. Xã Đồng Thắng có 46,40 km² diện tích tự nhiên và quy mô dân số 3.617 người.
- Sáp nhập một phần xã Phong Huân vào xã Bằng Lãng. Xã Bằng Lãng có 41,26 km² diện tích tự nhiên và quy mô dân số 1.715 người.
- Thành lập xã Yên Phong trên cơ sở toàn bộ xã Yên Nhuận và phần còn lại xã Phong Huân. Xã Yên Phong có 45,40 km² diện tích tự nhiên và quy mô dân số 2.666 người.
- Sau khi sắp xếp, huyện Chợ Đồn có 20 đơn vị hành chính cấp xã, gồm 19 xã và 01 thị trấn.
- Sắp xếp các đơn vị hành chính cấp xã thuộc huyện Chợ Mới:

- Thành lập thị trấn Đồng Tâm trên cơ sở toàn bộ thị trấn Chợ Mới và xã Yên Đĩnh. Thị trấn Đồng Tâm có 22,67 km² diện tích tự nhiên và quy mô dân số 5.853 người.
- Thành lập xã Thanh Thịnh trên cơ sở toàn bộ xã Thanh Bình và xã Nông Thịnh. Xã Thanh Thịnh có 51,51 km² diện tích tự nhiên và quy mô dân số 3.865 người.
- Sau khi sắp xếp, huyện Chợ Mới có 14 đơn vị hành chính cấp xã, gồm 13 xã và 01 thị trấn.
- Sắp xếp các đơn vị hành chính cấp xã thuộc huyện Ba Bể:

- Sáp nhập toàn bộ xã Cao Trĩ vào xã Thượng Giáo. Xã Thượng Giáo có 56,93 km² diện tích tự nhiên và quy mô dân số 5.549 người.
- Sau khi sắp xếp, huyện Ba Bể có 15 đơn vị hành chính cấp xã, gồm 14 xã và 01 thị trấn.
Năm 2023, thành lập thị trấn Vân Tùng thuộc huyện Ngân Sơn trên cơ sở toàn bộ 51,10 km2 diện tích tự nhiên và quy mô dân số 5.590 người của xã Vân Tùng.
Ngày 12 tháng 6 năm 2025, Quốc hội ban hành Nghị quyết số 202/2025/QH15 về việc sắp xếp đơn vị hành chính cấp tỉnh (nghị quyết có hiệu lực từ ngày 12 tháng 6 năm 2025). Theo đó, sáp nhập tỉnh Bắc Kạn vào tỉnh Thái Nguyên.